# Wybo Veldman
Gerard Wybo Veldman (ur. 21 października 1946 w Padangu) – nowozelandzki wioślarz, złoty medalista olimpijski i brązowy medalista mistrzostw świata.

## Kariera
Urodził się w Padangu na Sumatrze, na terenie dzisiejszej Indonezji. 
Wystąpił na igrzyskach olimpijskich w Meksyku w 1968, gdzie zajął czwarte miejsce w ósemkach. Walkę o medal Nowozelandczycy przegrali tam z osadą ZSRR o 1,32 sekundy. Na rozgrywanych cztery lata później igrzyskach olimpijskich w Monachium w tej samej konkurencji Tony Hurt, Wybo Veldman, Dick Joyce, John Hunter, Lew Wilson, Joe Earl, Trevor Coker, Gary Robertson i Simon Dickie (sternik) zdobyli złoty medal, wyprzedzając osadę USA o 2,67 sekundy i osadę NRD o 2,73 sekundy. 
W ósemkach zdobył również brązowy medal na mistrzostwach świata w St. Catharines (1970) oraz złoty na mistrzostwach Europy w Kopenhadze (1971). Wywalczył także srebrny medal w dwójkach bez sternika na mistrzostwach Europy w Moskwie (1973).
Po zakończeniu kariery pracował w firmie zaopatrzeniowej, następnie został farmerem w okolicach Raetihi.